# 曲靖北站
曲靖北站是沪昆高速铁路长昆段上的一个高铁站，位于中国云南省曲靖市沾益区西平街道龙泉村，中心里程为（长沙南起）D1K+1044+855，距终点昆明南站128公里。车站的轨顶设计高程为1889.421米，站房总建筑面积为11926.97平方米，设有1个侧式站台和2个岛式站台。

## 车站设计

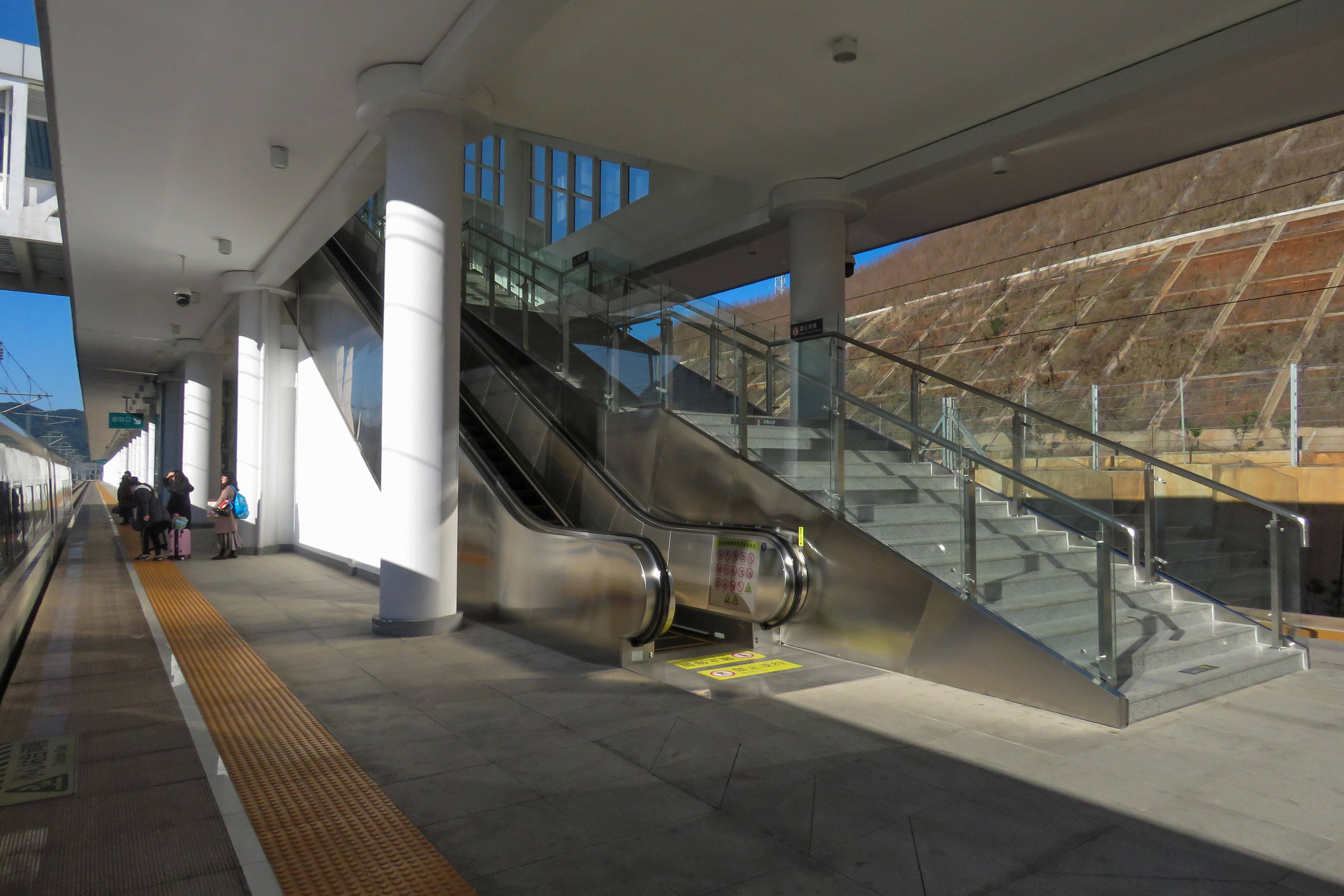
曲靖北站4-5站台

曲靖北站设3台7线，设计主题为“雕塑之都，魅力曲靖”；站舍外观采用云南民居中的坡屋顶，主入口上方的屋顶采取尖拱设计。此外，车站的站名字体并非中国铁路2008年后新建车站通用的中易隶书，而是曲靖特有的、为纪念爨氏家族而创造的爨体。